# Sphenorhina bivitta
Sphenorhina bivitta är en insektsart som beskrevs av Walker 1858. Sphenorhina bivitta ingår i släktet Sphenorhina och familjen spottstritar. Inga underarter finns listade i Catalogue of Life.